# Bitwa pod Rakvere (1268)
Bitwa pod Rakvere (ros. Раковорская битва, też: bitwa pod Wesenbergiem) to starcie pomiędzy niemiecko-duńskim rycerstwem z inflanckiej gałęzi zakonu krzyżackiego oraz Rusami, do którego doszło dnia 18 lutego 1268 r. w pobliżu obecnego estońskiego miasta Rakvere (niem. Wesenberg, ros. Раковор). Bitwa zakończyła się zwycięstwem Rusów.
Na czele rycerzy z Niemiec stał Otton von Lutterberg. Niemców wsparli Duńczycy, zajmujący ówcześnie północne rejony Estonii. W szeregach armii niemiecko-duńskiej znajdowała się też spora liczba estońskich knechtów. Armię podzielono na dwie grupy. Po ataku sił głównych, druga grupa armii rycerskiej do bitwy miała wejść w decydującym momencie starcia.
W skład sił ruskich wchodziły kontyngenty z Nowogrodu, Pskowa i Wielkiego Księstwa Włodzimiersko-Suzdalskiego. Na czele Rusów stanęli namiestnicy: nowogrodzki Michaił Fiodorowicz, Dowmunt z Pskowa oraz Wielki książę włodzimiersko-suzdalski Dymitr Aleksandrowicz syn Aleksandra Newskiego. Podobnie jak to miało miejsce w bitwie na jeziorze Pejpus, Rusini zastosowali atak klinem, wcześniej dzieląc armię na dwie części przy czym druga ukryta grupa miała z zasadzki uderzyć na niczego niespodziewającego się przeciwnika.
Z początkiem starcia centrum wojsk ruskich (wojska z Nowogrodu i Pskowa) zostało poważnie zagrożone. Walka przemieniła się w rzeź, śmierć poniósł m.in. Michaił Fiodorowicz. Nowogrodzka kronika opisuje ten fragment bitwy jako coś "czego nasi ojcowie i dziadowie nigdy wcześniej nie uświadczyli".
Tymczasem druga część armii niemiecko-duńskiej, nie trzymając się pierwotnego planu (sądzono, że bitwa jest już wygrana) rozpoczęła plądrowanie obozu Rusów. W tym momencie nastąpił nieoczekiwany atak z flanki oddziałów suzdalskich księcia Dymitra. Atak przyniósł powodzenie, przechylając szalę bitwy na korzyść Rusów. Rycerze niemieccy i duńscy rozpoczęli ucieczkę, ścigani przez wiele kilometrów przez przeciwnika. W trakcie pościgu poległo wielu z nich, liczni dostali się do niewoli.
Straty po stronie armii zakonu szacuje się na 12000 zabitych, zaś po stronie ruskiej na 5000. Klęska pod Rakvere powstrzymała ekspansję niemiecko-duńską w regionie na okres kolejnych 30 lat.